# Cayo Felipe
Cayo Felipe (también escrito Isla Felipe y llamada alternativamente Brujusqui) es el nombre que recibe una isla que pertenece al país suramericano de Venezuela. Administrativamente hace parte del Territorio Insular Miranda, una subdivisión de las Dependencias Federales de Venezuela. 
Geográficamente se localiza en el Mar Caribe, formando parte del archipiélago y parque nacional de Los Roques. Se encuentra entre las islas de Lanquí (al norte) y Mosquitoqui (al sur), al noreste de isla larga y al sureste de Cayo Carenero. Dentro de las divisiones del parque nacional la isla está categorizada como parte de la Zona de Ambiente Natural Manejado (AM).
Posee una superficie aproximada de 7 hectáreas (0,06 km²).